# FK Budućnost Banatski Dvor
FK Budućnost Banatski Dvor é uma equipe servia de futebol com sede em Banatski Dvor, Disputa a primeira divisão da Sérvia (Campeonato Sérvio de Futebol).
Seus jogos são mandados no Stadion Mirko Vučurević, que possui capacidade para 4.000 espectadores.

## História
O FK Budućnost Banatski Dvor foi fundado em 1938.